# Катеринівка (Долинська міська громада)
Катери́нівка — село в Україні, у Долинській міській громаді Кропивницького району Кіровоградської області. Населення становить 335 осіб.

## Населення
Згідно з переписом УРСР 1989 року чисельність наявного населення села становила 346 осіб, з яких 166 чоловіків та 180 жінок.
За переписом населення України 2001 року в селі мешкало 338 осіб.

### Мова
Розподіл населення за рідною мовою за даними перепису 2001 року:
| Мова       | Відсоток |
| ---------- | -------- |
| українська | 97,91 %  |
| російська  | 2,09 %   |

### Персоналії
- Григорій Ерастович Потлов (*22/11/1879 - †01/12/1937) - народився в Катеринівці, поміщик, дворянин; після окупації України більшовиками втратив все своє майно; згодом в рамках декрету "Про землю" йому разом з синами наділено землею;  розкуркулений в 1930 році - все майно конфісковане, висланий за межі України на Північ; після повернення, арештований і вбитий владою в 1937 році.